# My Lady of Idleness
My Lady of Idleness è un cortometraggio muto del 1913 diretto da William Humphrey e sceneggiato da Eliza G. Harral.

## Produzione
Il film fu prodotto dalla Vitagraph Company of America.

## Distribuzione
Distribuito dalla General Film Company, il film - un cortometraggio in una bobina - uscì nelle sale cinematografiche statunitensi il 15 luglio 1913.